# Laura Jones
Laura Jones (* 1982 in Sydney) ist eine australische Malerin.

## Leben und Werk
Laura Jones wuchs in der Ortschaft Kurrajong in den Blue Mountains nordwestlich von Sydney auf. Sie studierte Japanisch sowie Kunstgeschichte an der University of Sydney, wo sie 2003 mit einem Bachelor of Arts in Asian Studies abschloss. Am Art & Design College der University of New South Wales setzte sie ihr Studium fort und schloss dort 2006 als Master of Arts im Bereich Druckgrafik ab.
Sie bereiste die Ostküste Australiens, wobei sie 2016 Aufenthalte bei zwei Forschungseinrichtungen am Great Barrier Reef hatte; The Australian Museum’s Lizard Island Research Station (Lizard Island) und The University of Queensland’s Heron Island Research Station (Heron Island). In der Glasshouse Regional Art Gallery in Port Macquarie und der School of Art in Byron Bay war sie zudem als Artist in Residence zu Gast. Daneben bereiste sie New York, Japan und 2018 als Künstlerin an Bord einer WWF-Expedition die Antarktis.
Seit 2011 stellt sie ihre Arbeiten in öffentlichen und privaten Galerien aus. Werke von Jones sind Teil der Artbank Collection sowie anderer nationaler und internationaler Privatsammlungen.
2024 gewann Laura Jones den mit 100.000 Australischen Dollar dotierten Archibald Prize für ihr Porträt des Schriftstellers und Naturschützers Tim Winton. Damit ist sie in der 103-jährigen Geschichte des renommierten Preises die zwölfte Frau, die den Preis erhielt.

## Auszeichnungen (Auswahl)
- 2024 Archibald Prize
- 2023 Nancy Fairfax Artist in Residence der Tweed Regional Gallery
- 2023, 2022, 2019 Finalistin beim Archibald Prize
- 2021 Finalistin beim Wynne Prize
- 2021 People’s Choice Award beim Paddington Art Prize[2][5]

## Werke (Auswahl)
- Porträt Tim Winton, 2024
- Porträt Claudia Karvan, 2023
- Selbstporträt Sliding doors, 2023
- Porträt Brooke Boney, 2022
- Porträt Nakkiah Lui, 2019[6]